# Шервуд, Леонид Владимирович
Леони́д Влади́мирович Ше́рвуд (16 [28] апреля 1871, Москва — 23 августа 1954, Ленинград) — русский и советский скульптор, последователь импрессионистов, заметный деятель петербургского модерна, впоследствии — один из основоположников скульптуры социалистического реализма, педагог и писатель; сын архитектора Владимира Осиповича Шервуда. Доктор искусствоведения (1941), заслуженный деятель искусств РСФСР (1946).
Создатель памятника адмиралу Степану Макарову в Кронштадте, один из ведущих участников плана монументальной пропаганды, автор первой эмблематичной скульптуры сталинской эпохи – статуи «Часовой» (1933). Известен также многочисленными скульптурными портретами выдающихся учёных, творческих и государственных деятелей последних дореволюционных и первых советских десятилетий.

## Биография
Родился 16 (28) апреля 1871 года в Москве; младший сын среди десяти детей представителя старинного обрусевшего английского рода Владимира Осиповича Шервуда — академика живописи, скульптора, архитектора, автора проекта Исторического музея на Красной площади в Москве. Брат архитекторов Владимира Шервуда и Сергея Шервуда, дядя Николая Шервуда (автор замка «Ласточкино Гнездо») и академика живописи Владимира Фаворского.
Подростком помогал отцу в мастерской. Закончил с двумя серебряными медалями Московское училище живописи, ваяния и зодчества (1886—1891), где обучался живописи у В. Е. Маковского и скульптуре у С. И. Иванова. В 1893 году поступил в Высшее художественном училище при Императорской Академии художеств в Санкт-Петербурге; состоял учеником Александра фон Бока, с 1894-го – в мастерской Владимира Беклемишева. После окончания Академии за скульптурную группу «Хан и невольница» получил пенсионерскую поездку за границу (1899–1900). Посетил Рим, Милан, Венецию, Флоренцию, Мюнхен, Вену, Берлин. В Париже стажировался в академии Жюлиана, затем в мастерской О. Родена, где повседневно преподавал Э. А. Бурдель. Несколько уроков Родена сильно повлияли на творчество и взгляды Шервуда.

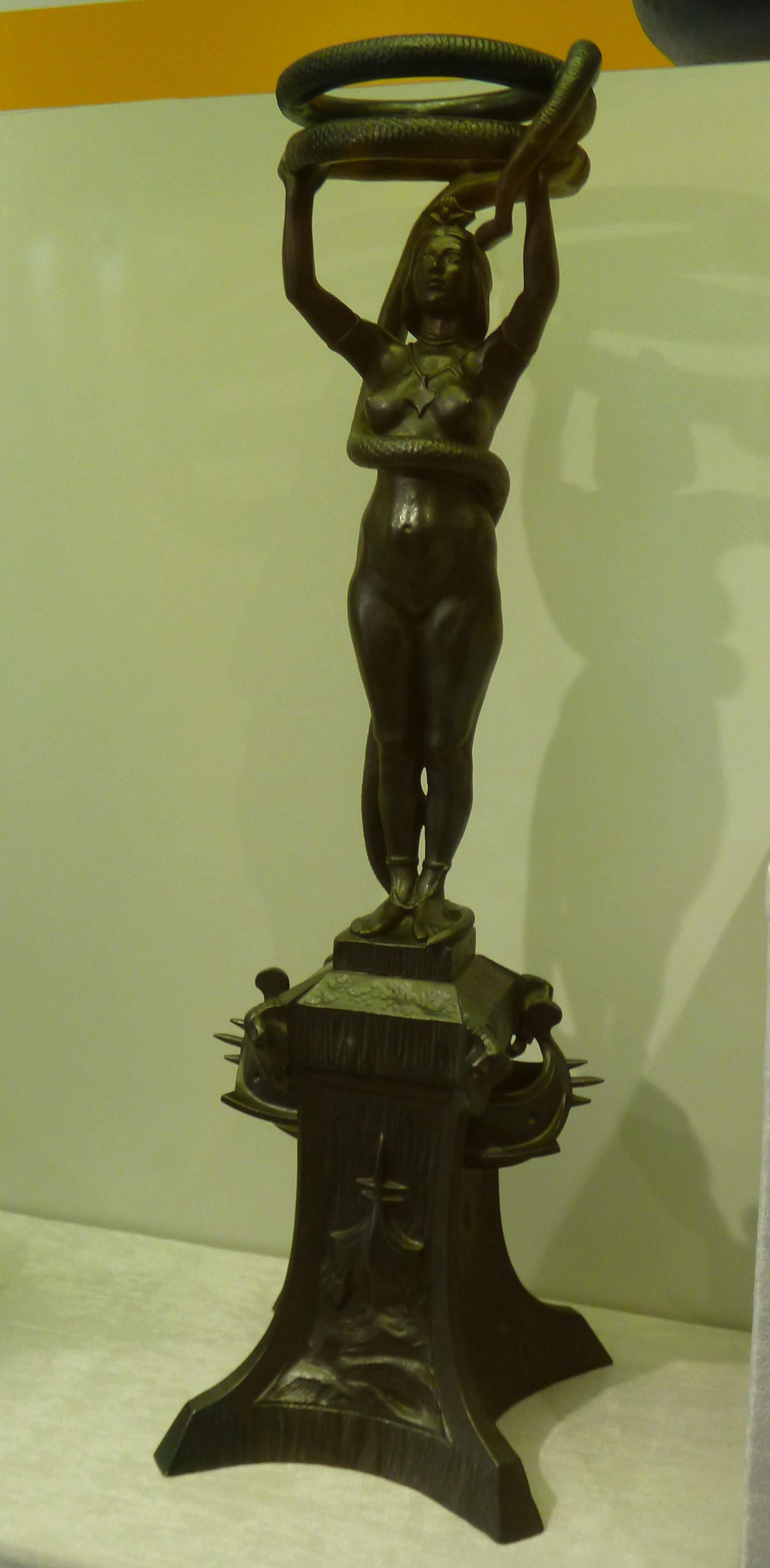
Подставка для вазы по модели Л. В. Шервуда (1899), при участии Е. Е. Баумгартена

По возвращении в Петербург много работал. Сохранился и стал широко известен гипсовый бюст А. С. Пушкина (1902), созданный для читальни и театра рабочих за Невской заставой, где он еще студентом ради заработка преподавал рисование будущим работницам Императорского фарфорового завода. Позже Шервуд писал: «Репин, увидя мои работы, сказал: „Вот и у нас свой Трубецкой“. Но я тогда уже не был последователем Трубецкого… Его изысканный импрессионизм был побежден напряженной пластикой Родена».
Активно участвовал в выставках Нового общества художников, мирискусников и других. Эскизы памятников графу П. П. Шувалову и Г. И. Успенскому и этюд головы Петра Великого удостоились весьма лестной рецензии В. В. Розанова (1905).

24 июля 1913 года в присутствии Николая II, при военном параде и молебне, в Кронштадте состоялось торжественное открытие памятника адмиралу Степану Макарову. «Это был единственный государственный заказ, более или менее хорошо оплаченный, – писал Шервуд, – после чего я смог купить себе землю и начать строить мастерскую. Мне было тогда 42 года». 

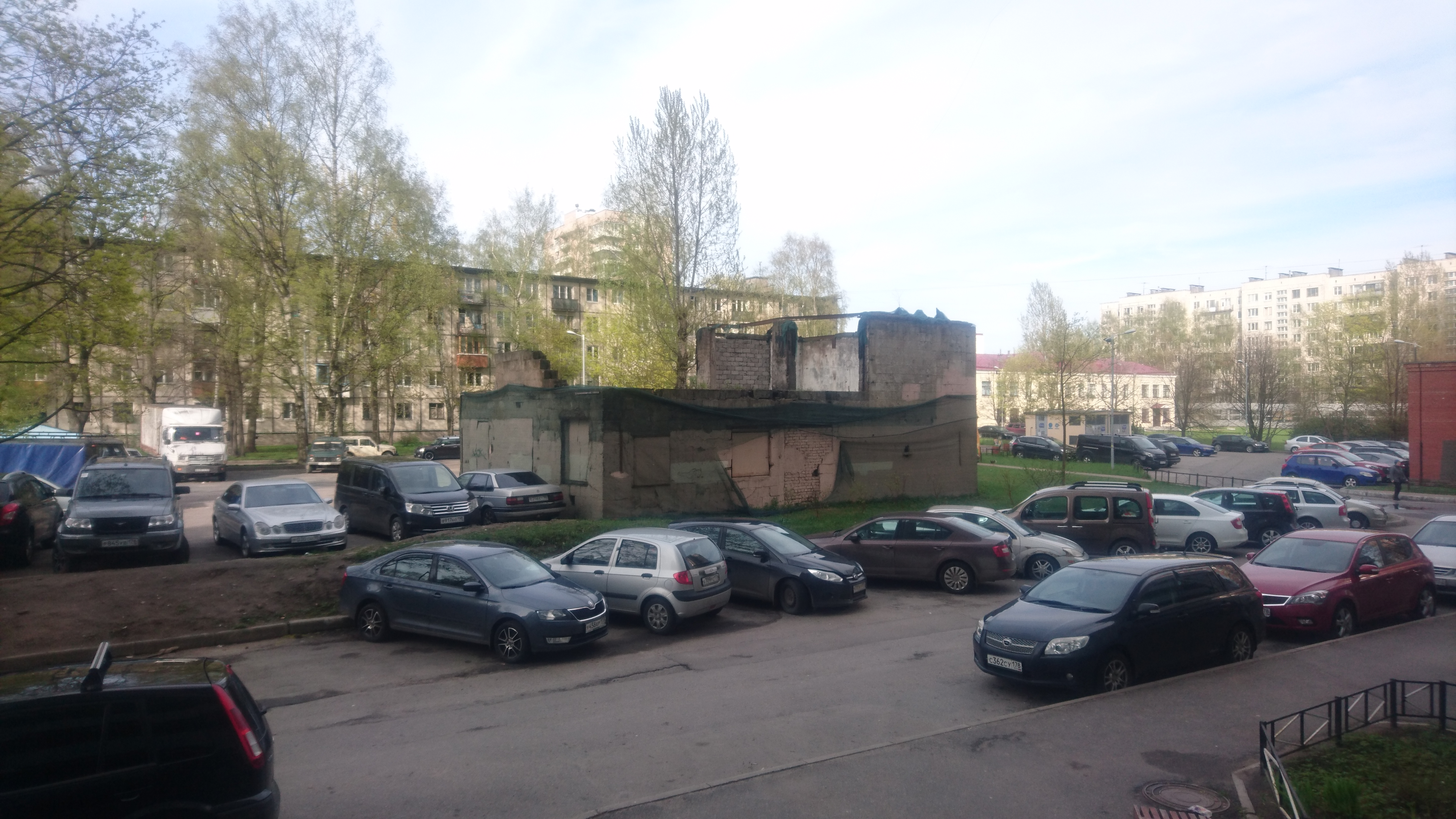
Остатки мастерской на Пискарёвке в 2019 году

Самая большая скульптурная мастерская по тем временам (бетонное здание со стеклянным куполом, два с половиной этажа, с крохотной жилой частью, общая площадь примерно 100 кв. м) в Петербурге была выстроена по собственному проекту Шервуда на окраине города в районе Пискаревки (ныне Брюсовская улица, дом 6, корпус 2). Сейчас в руинированном состоянии. В 2019 году ее планировали снести, однако этого не случилось, и в июне 2021 года стало известно о планах по реконструкции здания.
В 1916 году поступает на службу в Эрмитаж реставратором, где работал до декабря 1918 года.
После опубликования в апреле 1918 года декрета Совнаркома «О памятниках республики» участвует в реализации плана «монументальной пропаганды»: «Во главе работ по осуществлению этой монументальной пропаганды в городе Петрограде был поставлен я»; полномочия продлились примерно до ноября. Принимает заказы на памятники Радищеву, Герцену, Бакунину, Врубелю, декабристам и Петру Шмидту.
22 сентября 1918 года был открыт первый памятник власти Советов — А. Н. Радищеву в проломе решетки сада у Зимнего дворца в Петрограде «при громадном стечении народа и параде революционных войск». Речь А. В. Луначарского чуть позже выпущена отдельной брошюрой. Событие становится историческим, входит в учебники и энциклопедии. Гипсовый бюст 19 января 1919 года упал при порыве штормового ветра и разбился.
6 октября 1918 года в Москве по желанию Ленина был поставлен аналогичный петроградскому памятник Радищеву (авторская копия) на Триумфальной площади. Ныне бюст находится в Музее архитектуры им. А. М. Щусева в Москве.
Активно занимался педагогической деятельностью: до революции преподавал в своей мастерской, которую объединил со школой живописца М. Д. Бернштейна; на открывшихся Женских Политехнических курсах, затем в Женском политехническом институте; в 1918 году был утвержден в должности профессора Свободных художественных мастерских и преемственных учреждений в здании Академии художеств, где проработал до начала войны, в 1930-е годы параллельно вел скульптурные кафедры в Киеве и в Москве.
В 1933 году для выставки «15 лет РККА» в Москве создал большую цементную фигуру «Часовой», поставленную у входа. Работа имела грандиозный успех, изображение статуи поместили на обложках и титульных листах всех каталогов выставки, которая затем демонстрировалась в Ленинграде, Киеве, Харькове. «Часовой» признан первым каноническим образцом соцреалистической скульптуры.
В последующие годы вел активную творческую, педагогическую и общественную жизнь, участвовал в различных скульптурных конкурсах, однако серьезных заказов на памятники не получал.
5 декабря 1941 года эвакуирован в Иваново на самолете, о чем сохранились строки в воспоминаниях Евгения Шварца. Преподавал в местном Художественном училище скульптуру сразу для пяти курсов, в июле 1942 года переехал в Москву, где возобновил работу, однако по стечению трагических обстоятельств все его проекты тех лет (модели памятников П. М. Третьякову, И. Е. Репину, полуфигура В. И. Сурикова, скульптура «Умирающий Сусанин» и другие композиции) были разрушены.
В 1944 году был выдвинут и утвержден Комитетом по Сталинским премиям на соискание этой награды «за многолетние выдающиеся достижения в области скульптуры», однако премия в тот год не вручалась.

В 1946 году, отметив творческим вечером-отчетом 75-летие, вернулся в Ленинград в полуразрушенную войной мастерскую.

Могила Л. В. Шервуда на Литераторских мостках в Санкт-Петербурге

В 1952 году в Русском музее состоялась первая и единственная прижизненная персональная выставка скульптора. 
Умер 23 августа 1954 года в Ленинграде; похоронен на Литераторских мостках. В 1986 году на могиле установлен памятник работы скульптора В. Г. Стамова и архитектора В. Д. Попова.

## Произведения
(дореволюционный период)
- 1894 — фигура «Малоросс» («Шинкарь», «Запорожец», «Казачок») (бронза, не сохранилась, гипс в частном собрании)
- 1895 — бюст Александра III (бронза, не сохранился)
- 1896 — скульптуры «Угольщик» (глина, не сохранился), «Старик у огня» (гипс, не сохранился)
- 1897 — дипломная работа «Деспот Татарин и его рабыня» («Хан и невольница») (гипс, не сохранился)
- 1899 — подставка под вазу в стиле модерн, по эскизу Е. Е. Баумгартена (чугун, бронза — каслинское литье)
- 1900-е — проект конного памятника Петру I (не сохранился)
- 1901 — портрет художника Н. Н. Бельковича (бронза, не сохранился)
- 1902 — бюст А. С. Пушкина. ГРМ (гипс тонированный)
- 1902 — декор дома Олсуфьевых по заказу арх. Алексея Щусева. Наб. реки Фонтанки, 14, Санкт-Петербург
- 1903 — полуфигура «Кующий Петр I» (гипс, не сохранилась)
- 1903 — голова Петра I. ГРМ (гипс)
- 1903 — надгробие Карла Карловича Тиля. Некрополь Донского монастыря, Москва (бронза)
- 1906 — модель памятника Петру I для Больницы Петра Великого, Санкт-Петербург (гипс ?), не сохранилась
- 1906 — надгробный памятник (полуфигура) профессору С. М. Васильеву. Новодевичьем кладбище, Санкт-Петербург (бронза, гранит)
- 1906 — декор доходного дома Орлова по заказу арх. Владимира Шервуда. Смоленская площадь, д. 1, Москва (частично утрачен)
- 1906 — барельеф А. В. Бараевой-Успенской, жены Г. И. Успенского. ГРМ (гипс), аналогичный барельеф на могиле Г. И. Успенского, утрачен
- 1907 — «Портретная фигура» А. С. Суворина (гипс, не сохранилась)
- 1907 — бюст графа П. П. Шувалова. ГРМ (бронза)
- 1908 — декор верхних этажей здания Азовско-Донского банка по заказу архитектора Федора Лидваля. Большая Морская, 3—5, Санкт-Петербург (гранит)
- 1908 — бюст педагога Н. Ф. Бунакова для воронежского музея имени Бунакова, копия — Литераторские мостки, Санкт-Петербург (бронза, не сохранились)
- 1908 — памятник промышленнику графу П. П. Шувалову, г. Лысьва (бронза). В 1918 году фигура была демонтирована, в 1938 году заменена статуей Ленина. В 2009-м памятник Шувалову восстановлен пермским скульптором И. И. Сторожевым.
- 1909 — полуфигура «Толстой-мыслитель» (гипс, разбита в 1957 году)
- 1909 — статуя А. С. Суворина отлита из бронзы в мастерской литейщика К. А. Робекки, поставлена в фойе Малого театра (ныне БДТ) (не сохранилась)
- 1909 — надгробный памятник Г. И. Успенскому. Литераторские мостки (бронза, гранит)
- 1909 — проект конного памятника генералу М. Д. Скобелеву для Москвы (гипс, не сохранился)
- 1909 — фигура доктора А. А. Сервирога (гипс). Музей Академии художеств, Санкт-Петербург (требует реставрации)
- 1910 — барельеф «Поцелуй» (гипс, частное собрание), вариант — ГРМ (мрамор)
- 1910 — полуфигура И. М. Сеченова (бронза, не сохранился)
- 1910 — декор доходного дома Н. П. Демидова по заказу арх. Василия Косякова. В.О., Большой пр., 50, Санкт-Петербург
- 1910 — декор доходного дома Старшиновых по заказу арх. Владимира Шервуда. Ул. Большая Якиманка, 47, Москва (не сохранился)
- 1910-е — женская фигура «Ангел» (бронза, частное собрание), модель большого размера (гипс, не сохранилась)
- 1911 — конкурс на памятник императрице Марии Федоровне (третье место) (гипс, не сохранился)
- 1911 — декор доходного дома Барсовой. Кронверкский пр., 23, Санкт-Петербург (гранит)
- 1912 — эскиз памятника В. Ф. Комиссаржевской (мрамор, не сохранился)
- 1912 — бюст химика Г. Г. Густавсона (бронза, мастерская Миглинника). Смоленское кладбище, Санкт-Петербург (могила утрачена)
- 1912 — надгробный памятник Н. Г. Гарину-Михайловскому. Литераторские мостки (бронза, гранит)
- 1913 — памятник адмиралу С. О. Макарову. Якорная площадь, Кронштадт (бронза, гранит)
- 1913—1917 — работа над надгробным памятником М. А. Врубелю. ГРМ (гипсовый эскиз)
- 1913 — памятник доктору В. И. Исаеву (бюст и декор) по рисунку (проекту) А. А. Хоменко. Сад морского госпиталя, ул. Мануильского, 2, Кронштадт (бронза, гранит)
- 1913 — полуфигура А. М. Бутлерова. Большая химическая аудитория Петербургского университета (гипс тонированный)
- 1914 — конкурсный проект памятника Тарасу Шевченко в Киеве
- 1914 — бюсты артистов оперы Ф. И. Стравинского и И. А. Мельникова. Фойе Мариинского театра, Санкт-Петербург (мрамор), ГРМ (гипсовые модели)
- 1914 — работы для Феодоровского городка в Царском Селе по заказу архитектора С. С. Кричинского (строения не сохранились)
- 1915 — внутренняя отделка здания страхового общества «Волга» по заказу архитектора А. В. Розенберга, Санкт-Петербург, Казанская ул., 2 (интерьеры не сохранились)
- 1916 — эскиз надгробия историку А. В. Тищенко. ГРМ (гипс)

(советский период)
- 1918 — памятник А. Н. Радищеву в проломе решетки сада у Зимнего дворца в Петрограде (гипс, не сохранился), авторский повтор на Триумфальной площади в Москве (гипс, ныне в ГМА им. А. М. Щусева в Москве)
- 1918—1919 — бюст А. И. Герцена у Литейного моста против Артиллерийской академии в Петрограде (гипс, тонированный под терракоту, не сохранился)
- 1920-е — портрет молодой неизвестной ГРМ (гипс), портрет неизвестной ГРМ (гипс)
- 1920—1926 — монументальный «Памятник Жертвам революции» в Колпино (не закончен, не сохранился)
- 1924 — конкурс проектов памятника В. И. Ленину на площади у Финляндского вокзала (модель не сохранилась)
- 1924 — барельеф В. И. Ленина. ГРМ (гипс тонированный), ГИМ (второй отлив)
- 1924 — надгробный памятник А. В. Тищенко (гранит, мрамор). Смоленское кладбище, Санкт-Петербург (мрамор, гранит)[9]
- 1925 — бюст Д. И. Менделеева. ГРМ (гипс), вариант — Поверочная палата, Москва (не сохранился)
- 1925 — проект памятника ученому-лесоводу, профессору Д. Н. Кайгородову (три варианта, модели не сохранились)
- 1925 — полуфигура Д. И. Менделеева. Большая химическая аудитория Петербургского университета (гипс тонированный)
- 1925 — полуфигура Д. И. Менделеева. Главная палата мер и весов (ВНИИМ), Московский пр., 19, Санкт-Петербург (бронза)
- 1926—1927 — бюст А. В. Луначарского. ГРМ (гипс), вариант — Вятский художественный музей им. В. М. и А. М. Васнецовых (бронза, камень)
- 1927 — бюст П. Л. Войкова. ГРМ (гипс), ГЦМСИР (бронза, отлив 1928), ГМПИР (гипс)
- 1927 — фигуры «Комсомолка» и «Рабочий-бетонщик». ГРМ (гипс)
- 1927—1928 — бюст И. В. Сталина. ГМПИР (бронза)
- 1927—1928 — бюст Розы Люксембург. ГМПИР (гипс)
- 1927—1928 — по заказу Государственного фарфорового завода работал над моделью группы к 10-летию Октябрьской революции
- 1928 — модель памятника Д. И. Менделееву по конкурсу для Технологического института в Ленинграде (несколько вариантов, не сохранились)
- 1929 — надгробный памятник профессору Д. С. Зернову. Смоленское кладбище (мрамор, гранит)
- 1930—1931 — бюст В. И. Ленина (гипс, не сохранился)
- 1930—1931 — скульптурная композиция «Приз для Дальневосточного флота» (бронза, не сохранилась)
- 1930—1931 — конкурс на памятник Т. Г. Шевченко в Харькове (гипс, не сохранился)
- 1930—1933 — надгробный памятник литературоведу П. Н. Сакулину. Новодевичье кладбище, Москва (мрамор, гранит)
- 1932—1933 — «Часовой» ГРМ (гипс), Центральный музей Вооружённых сил (гипс), Парк МУЗЕОН перед входом в «Новую Третьяковку» (бронза)[10]
- 1933 — надгробный памятник В. А. Оппелю. Богословское кладбище, Санкт-Петербург (бронза, утрачен, восстановлен в 2021 году из полиэфирной смолы скульптором Александром Ереминым по слепку с гипсового бюста)
- 1933 — бюст В. А. Оппеля. Кафедра военно-полевой хирургии ВМА, ул. Академика Лебедева, 6 В, Санкт-Петербург (гипс); Кафедра хирургии Больницы им. Петра Великого, Пискаревский пр., 47, пав. 13, Санкт-Петербург (гипс)
- 1934 — фигура И. В. Сталина по заказу Ленизо (модель не сохранилась)
- 1934—1937 — большая фигура молодого рабочего в четырёх вариантах с несколькими названиями: «Машиностроитель», «Крановщик», «Юный Титан», «Индустрия» и другие (гипс / цемент, не сохранилась)
- 1935 — конкурс на памятник Д. И. Менделееву в Ленинграде (модель не сохранилась)
- 1935 — конкурс на памятник С. М. Кирову для Ленинграда (глина, модель не сохранилась)
- 1935 — композиция «Киров и ученые» (гипс, модель не сохранилась)
- 1935—1937 — композиция «Киров и Графтио на Свирьстрое» (частная коллекция, гипс тонированный)
- 1936 — памятник И. И. Мечникову. Больница Петра Великого, Санкт-Петербург (бронза, гранит)
- 1936 — надгробный памятник доктору Г. А. Ивашенцову. Коммунистическая площадка (бывш. Казачье кладбище) Александро-Невской лавры, Санкт-Петербург
- 1937 — проект памятника А. С. Пушкину в Ленинграде. ГМВЦ «РОСИЗО» (сохранилась только композиция «Руслан и Людмила», требующая реставрации)
- 1938 — барельефы И. В. Сталина, К. Е. Ворошилова, Л. М. Кагановича (чугун, каслинское литье)
- 1939 — надгробный памятник композитору В. С. Косенко. Байково кладбище, Киев (бронза, головинское габбро)
- 1939 — бюст композитора Л. Н. Ревуцкого, бюст певца И. С. Паторжинского, Киев (не сохранились)
- 1939 — конкурсная модель памятника С. М. Кирову в Москве. Вятский художественный музей им. В. М. и А. М. Васнецовых (гипс)
- 1939 — бюст Т. Г. Шевченко, Киев (не сохранился)
- 1941 — бюст или голова С. М. Кирова (не сохранилась)
- 1941 — эскиз скульптуры (рельефа?) «Киров зовет» (не сохранился)
- 1942 — композиции «Отомстим за муки народные», «Защита» (не сохранились)
- 1943 — композиция «Умирающий Сусанин» (гипс, не сохранилась)
- 1943—1945 — модель памятника П. М. Третьякову для установки во дворе Третьяковской галереи (разбита при перевозке)
- 1944—1946 — проект памятника И. Е. Репину для Москвы, ГРМ (фигура, гипс). Проект памятника И. Е. Репину для Ленинграда, ГРМ (поясной портрет, гипс)
- 1945 — полуфигура В. И. Сурикова (не сохранилась)
- 1945 — проект памятника И. И. Мечникову для Москвы (гипс, не сохранился)
- 1947 — начало 1950-х — композиция «Гимн Победе» («Баянисты», «На развалинах Рейхстага») (гипс, не окончена, не сохранилась)

В 1930-е годы вышли книга воспоминаний.

## Награды
- Орден Трудового Красного Знамени (29 апреля 1946) — за выдающиеся заслуги в области изобразительного искусства, в связи с 75-летием со дня рождения[12].
- Заслуженный деятель искусств РСФСР (1946).

## Персональные выставки
- 1952 — Юбилейная выставка произведений Л. В. Шервуда[13];
- 13 апреля — 3 июля 2023 год. Русский музей — Михайловский замок[14][15][16].

## Ученики
Федор Шаляпин, Ольга (Валентина) Флоренская, Виктор Шкловский, Наталия Данько, Сарра Лебедева, Владимир Лебедев,  Вера Исаева, Виктор Элонен, Александр Волков, Владимир Ингал, Александр Игнатьев, Елена Жукова, Григорий Агаронян, Бетти Сандомирская, Гавриил Шульц, Лев Кербель, Николай Кибисов, Ксения Клементьева, Александр Лаппо-Данилевский, Бенита Эссен, Анна Петошина, Виктор Мухин, Анатолий Посядо, Андрей Файдыш-Крандиевский, Михаил Спасовский, Садри Ахун, Гази-Магомед Доурбеков, Николай Михайлов, Вениамин Боголюбов, Екатерина Персидская, Рафаил Будилов, Нина Гронская, Андрей Петров, Айна Суханина, Владимир Цигаль, Соломон (Семен) Юдовин, Григорий Гутман,  Виктор Мухин, Владимир Татлин, Вера Ермолаева, Владимир Козлинский, Николай Лапшин, Михаил Ле-Дантю (Ледантю), Леонид Чупятов и многие другие.

## Семья
Жена — Ольга Модестовна Гаккель (31.12.1875 — 25.08.1933), дочь военного инженера генерал-майора Модеста Васильевича Гаккеля (1839—1909), сестра Якова Модестовича Гаккеля.
Дети:
- Стефанида (1899—1917)
- Леонид (1901—1932)
- Лидия, в замужестве Лобанова (1901—1936)
- Ирина (1905—?)
- Алексей (1906—1982)
- Анастасия, в замужестве Романовская (1908—1962); сын — писатель-фантаст Б. В. Романовский
- Екатерина, в замужестве Цымбал (Цинбал) (1914—1962)
- Ольга (1911—1933)
- Даниил (1921—2007)
  - Шервуд, Ольга Даниловна (род. 1957) — российская журналистка, кинокритик.

## Публикации текстов
- Шервуд Л. В. Путь скульптора / Л. В. Шервуд. — Л., М. : Искусство, 1937. — 80, [1] с., [11] л. ил., портр. — 3000 экз. — OCLC 1246547078.
- Шервуд Л. В. и др. Леонид Шервуд : Путь скульптора : сборник : [к 150-летию со дня рождения] / автор идеи и составитель: Виктория Шервуд. — СПб. : Союз писателей Санкт-Петербурга, 2021. — 286, [2] с., [46] л. ил., портр., факс. — 1500 экз. — ISBN 978-5-4311-0238-7. — OCLC 1288456521.